# Konrad Hofer (Künstler)
Konrad Hofer (* 18. November 1928 in Langnau im Emmental; † 6. Mai 2006 in Basel) war ein Schweizer Maler und Bildhauer.

## Werk
Konrad Hofer war Mitglied der 1952 gegründeten «Gruppe Ulysses» in Basel. Weitere Mitglieder waren u. a. Marcel Schaffner, Theo Gerber, Heinz Abosch, Sandro Bocola, Annelies Rubin, Achilles Holenstein, Ettore Guggenbühl, Marcel Iten und L. W. Waldmann. Die Mitglieder interessierten sich für geistig- philosophischen Themen sowie für die Malerei und Musik. Schriftsteller wie Max Frisch trugen ihre Werke in Erstaufführungen dort vor.

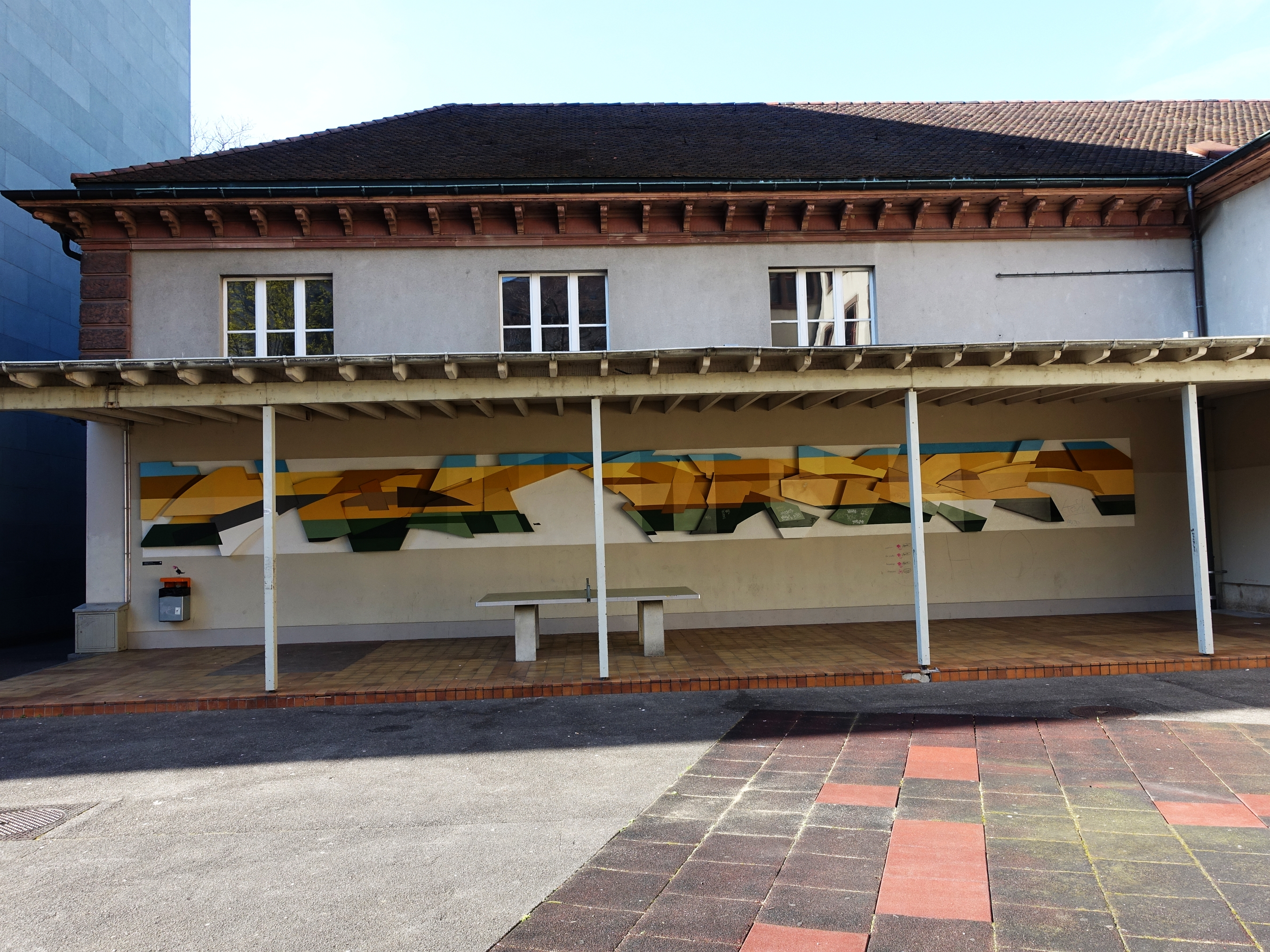
1976, Holzrelief (Juralandschaft)

Konrad Hofer schuf im Raum Basel eine Anzahl von Kunst-am-Bau-Werken, die u. a. aus Wettbewerben des Kunstkredits Basel-Stadt hervorgingen. 1964 schuf er für die katholische Kirche in Reinach die Kirchenfenster und 1983 für die reformierte Kirche in Aesch die nord- und südseitigen Kirchenfenster.
Seine Werke konnte er u. a. im Kunsthaus Zürich, im Helmhaus Zürich, in der Kunsthalle Bern, der Kunsthalle Basel, dem Kunsthaus Baselland und im Schloss Ebenrain ausstellen.